# Dmitrij Sjostakovitj
Dmitrij Dmitrijevitj Sjostakovitj (ryska: Дмитрий Дмитриевич Шостакович), född 25 september (12 september enligt g.s.) 1906 i Sankt Petersburg, död 9 augusti 1975 i Moskva, var en rysk-sovjetisk kompositör och en av 1900-talets främsta symfoniker och kammarmusiktonsättare, i sitt hemland omväxlande mycket uppskattad och hårt kritiserad.
Bland hans verk kan särskilt nämnas den 7:e symfonin, som skildrar belägringen av Leningrad, samt den 5:e och 10:e symfonin.
Sjostakovitj skrev mycket kammarmusik, bland annat 15 stråkkvartetter, två pianotrior och en pianokvintett. Bland hans pianostycken märks 24 preludier och fugor samt två sonater.
Han skrev två pianokonserter, två cellokonserter och två violinkonserter, mycket filmmusik, bland annat till Berlins fall och många sånger och körverk. Han komponerade flera baletter och några operor, bland annat Näsan (efter Gogols novell) och den av Stalin kritiserade Lady Macbeth från Mtzensk.
Hans Konsert för piano, solotrumpet och stråkar c-moll op 35, (1933), samt flera verk med socialistrealistiskt program, vittnar om hur han försökte anpassa sig till de politiska kraven och försökte uttrycka sig mindre modernt och mer nyklassiskt. Ett annat exempel är symfoni nr. 5, som han sa var "en sovjetisk konstnärs svar på berättigad kritik".
Musikaliskt är Sjostakovitjs musik förhållandevis lättillgänglig, och  påminner ibland om skandinavisk folkmusik. Han använder ofta storskalig instrumentering och en ljudbild som visserligen skiljer sig från tidigare klassisk orkestermusik men som sällan känns avancerad eller obegriplig för oskolade åhörare. Däremot kan hans kammarmusik vara svår att ta till sig. Inte minst gäller detta de sena stråkkvartetterna: kvartetterna 12 och 13 har inslag av tolvtonsteknik; kvartett 10 har ett tema som använder sig av den diatoniska skalans alla 12 toner, men kvartetten är ändå tonal.
Liksom Bach hade tonerna B-A-C-H som sin musikaliska signatur, så hade Sjostakovitj sekvensen D-Ess-C-H i ett antal verk (bland annat i den 10:e symfonin och den 8:e stråkkvartetten).
Sjostakovitj var bara elva år när Vladimir Lenin kom till makten så kommunismen kom att prägla hela hans liv. Sjostakovitj hade mestadels en karriär som kommunismens officiella tonsättare i konkurrens med bland andra Chrennikov och Kabalevskij. Modern forskning har visat att Sjostakovitj troligen var en tyst dissident, både lojal med socialismen och kritisk till livsvillkoren i Sovjetunionen. Han lärde sig att överleva i ett repressivt politiskt system.

## Biografi

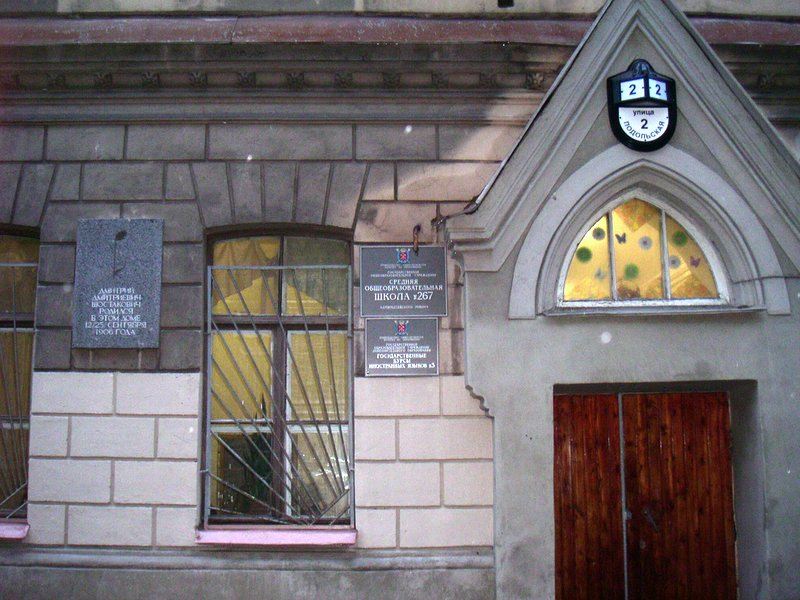
Sjostakovitjs födelsehem som nu är en skola.

### Familje- och privatliv
Dmitrij Sjostakovitjs familj härstammade från en polsk-litauisk släkt och hans farfar Bolesław var förvisad till Sibirien. Efter att han avtjänat sitt straff beslutade han att stanna i Sibirien, i staden Narim (vid floden Ob ca 500 km norr om Novosibirsk), där kompositörens far, Dmitrij Boleslavovitj (1875–1922), föddes. Dmitrij Boleslavovitj studerade fysik och matematik vid Petrograds universitet och efter examen 1899 började han yrkesarbeta för bland annat Dmitrij Mendelejev. År 1903 gifte han sig med Sofja Vasiljevna Kokoulina (1878–1955), tonsättarens blivande mor, som också kommit från Sibirien. Sofjas far, Vasilij Jakovlevitj Kokoulin härstammade från Sibirien och arbetade sig upp till en befattning som guldgruvechef i Bodajbo ett par hundra km från Bajkalsjön. Sofja lärde känna Dmitrij Boleslavovitj när hon studerade piano vid konservatoriet i Petrograd. När paret gifte sig övergav hon studierna för att sköta sin make och den växande familjen på heltid. Paret fick tre barn: Marija (född 1903), som blev yrkespianist och lärare, Dmitrij (född 1906) och Zoja (född 1908), som blev veterinär.
Inom familjen musicerade man gärna. Fadern hade en bra tenorröst och sjöng gärna opera, populära stycken och zigenarromanser till sin frus pianoackompanjemang. Likaså tog Sofja under sina studier vid konservatoriet ofta med sig sina kamrater hem för gemensamt musicerande. Dmitrij Dmitrijevitj hade under sin tidiga barndom inte visat större intresse för musik förrän 1915, då man upptäckte att barnet hade absolut gehör och imponerande musikminne, och därför inledde han systematiska musikstudier.
Modern tog som sin livsuppgift att stödja sonen och ordna för att han skulle få tillgång till en högkvalitativ musikutbildning. De båda hade starka band till varandra och modern fortsatte att bo med Dmitrij till sin död.
År 1923 förälskade sig Dmitrij i Tatjana Glivenko, en jämnårig dotter till en filologiprofessor i Moskva. Dmitrijs familj tyckte inte om flickan, men affektionen höll i sig även efter det att den unga kvinnan gifte sig 1929. Först 1932 när hon födde sitt barn gav Dmitrij upp idén att hon skulle lämna sin man.
År 1926 inledde Dmitrij en livslång och djup vänskap med Ivan Sollertinskij (1902–1944), en "encyklopedisk" intellektuell, historiker, kulturell publicist och folkbildare i Leningrad, som blev hans förtrogne. De två träffades i samband med ett förhör i obligatorisk marxism-leninism, där studenterna utsattes för skräckinjagande teman som "Sofokles poesi som uttryck för materialistiska tendenser" eller "sociologiska principer för Johann Sebastian Bachs temperering och Skrjabins klangaggregat".
Dmitrij Sjostakovitjs första hustru blev Nina Vasiljevna Varzar (med smeknamnet Nita), dotter till ett professorspar. Fadern var juridikprofessor och modern professor i astronomi. Nina själv studerade fysik och matematik och kom att arbeta som forskare inom experimentell fysik och med kosmisk strålning. De gifte sig 1932, men 1935 skilde sig paret efter att Dmitrij inlett ett förhållande med en 24-årig pianist – Jelena Konstantinovskaja. Samma år gifte Dmitrij om sig med Nina, då hon blev gravid. Paret levde tillsammans till Ninas död i december 1954, men båda hade även utomäktenskapliga relationer. De fick två barn tillsammans, Galina (född 1936) och Maxim (född 1938), som blev dirigent och pianist.
I samband med belägringen av Leningrad evakuerades Sjostakovitj den 15 oktober 1941 till Kujbysjev (nuvarande Samara) vid Volgas strand. Efter kriget bosatte sig kompositören i Moskva.
Sjostakovitjs andra hustru blev år 1956 Margarita Kainova (född 1924), då en 33-årig Komsomolaktivist. Margarita var en udda fågel och blev aldrig accepterad i Sjostakovitjs familj. De skildes under sommaren 1959. 
I november 1962 gifte sig Sjostakovitj med Irina Supinskaja, sin tredje hustru. Irina var ett par år äldre än Sjostakovitjs dotter Galina. Irina var föräldralös och dotter till en polack som stämplats som  folkets fiende. Hon hade växt upp på ett barnhem och var till yrket förläggare. Det uppfattades som att makarna passade varandra och hon blev omtyckt av Sjostakovitjs vänkrets och tog hand om honom under de sista åren då hans hälsa blev mer vacklande.
Tonsättarens hälsoproblem var huvudsakligen kraftlöshet i högra handen, som övergick till orörlighet och som krävde ofta återkommande vistelser på sjukhus och hälsohem. Sjukdomen blev i slutet av 1960-talet diagnostiserad som polio. Han drabbades också av benbrott på båda benen, och strax före sin 60-årsdag av en hjärtinfarkt. I början av 1970-talet behandlades Sjostakovitj av en ortopedikirurg i Sibirien, dr Ilizarov, med gott resultat – efter behandlingen kunde han spela piano igen, och till och med gå i trappor. Förbättringen var inte beständig och det krävdes återkommande behandlingar och vistelser på sjukhus och hälsohem. Dessutom drabbades han av en andra hjärtinfarkt vid 66 års ålder. Sjostakovitj kunde dock göra resor utomlands, till Tyskland, och flera gånger till England, Irland och även till USA, för att konsultera amerikanska läkare. Från och med februari 1973 strålbehandlades Sjostakovitj för lungcancer som så småningom spreds till levern. Han hade rökt i hela sitt vuxna liv.
Sjostakovitj dog klockan 16.30 den 9 augusti 1975, troligen av lungcancer. Han fick en formell statsbegravning på Novodevitjekyrkogården i Moskva.

### Tidiga åren
Sjostakovitj påbörjade kompositions- och pianostudier vid Petrograds konservatorium under hösten 1919 för bland annat Aleksandr Glazunov, Leonid Nikolajev och Maximilian Steinberg. Han blev uppmärksammad för sitt pianospel, som kanske inte var tekniskt fulländat, men dock uttrycksfullt, och även för de tidiga pianokompositionerna. Detta ledde till att han ställde upp i Chopintävlingen i Warszawa 1927 där en annan ryss, hans vän Lev Oborin, vann första pris.
Hans första symfoni, som uppfördes den 12 maj 1926, fick ett mycket bra mottagande av konsertpubliken och sporrade tonsättaren att fortsätta med ytterligare två symfonier med revolutionsteman, som likaså applåderades entusiastiskt: Symfoni nr 2 "Oktober" (uppförd den 26 november 1927) och Symfoni nr 3 "1:a maj" (uppförd 21 januari 1930). Båda symfonierna har tydlig programform genom körsatser med politiskt poetiska texter av Alexander Bezymenskij och Semjon Kirsanov. Hans första opera var "Näsan" som byggde på en berättelse av Gogol. Operan uppfördes samtidigt med tredje symfonin, men blev ett misslyckande och drogs in efter bara tre föreställningar. Verket utsattes för kritik, till viss del på grund av dess abstrakta handling. Baletterna "Den gyllene åldern" och "Bulten" hade politiserande propagandistiska ramverk, men gjorde fiasko på grund av logiskt och ideologiskt svaga handlingar. De spelas numera som sviter eller som självständiga stycken (till exempel "Tahiti Trot/Tea for Two" och "Polka från Bulten").

### Stalineran
År 1934 hade hans opera "Lady Macbeth från Mzensk" (senare även kallad "Katerina Ismajlova") urpremiär på två teatrar samtidigt – i Moskva och i Leningrad. De fick mycket bra mottagande. De spelades för fulla salonger (83 gånger under två år bara i Leningrad), sändes sex gånger i radio och hyllades som "den nya sovjetiska operan". Vändningen kom då Josef Stalin besökte ett framförande den 26 januari 1936, varefter många starkt kritiska artiklar publicerades i pressen (bland annat i Pravda, som skrev "oreda istället för musik"), i vilka han kallades "formalist" och "folkets fiende". Stalin ansåg att hans musik var "ofolklig" och önskade en högre grad av nationalism i musiken. Sjostakovitj anpassade sig till dessa krav. År 1936 drogs också fjärde symfonin in. Trots partiets negativa kampanj, som dessutom sammanföll med den stora repressiva perioden inom Sovjetunionen där även flera kulturpersonligheter fick sätta livet till (se Moskvarättegångarna), mottogs femte symfonin (1937), stråkkvartetten nr 1, op.49 (1938) och pianokvintetten op.57 (1938) mycket positivt av publiken. Sjostakovitj fick överraskande Stalinpriset av första kategorin i mars 1941 för kvintetten. Senare belönades han med Stalinpriset även för sjunde symfonin (Leningradsymfonin) (första kategorin, den 11 april 1942) och pianotrion (andra kategorin, 1946).
Under andra världskriget framställdes Sjostakovitj som patriotisk och fick stor publicitet. Det största bidraget var Leningradsymfonin vars partitur flögs runt (som mikrofilm) mitt under brinnande krig, för att ges premiär nästan samtidigt i Ryssland den 5 mars 1942 i Kujbysjev (Samara), där Sjostakovitj var evakuerad, den 20 mars i Moskva, samt den 29 juni av Henry Wood i London, i USA den 19 juli av Arturo Toscanini i NBC-sändning och den 14 augusti av Sergej Kusevitskij i Massachusetts. Det mest anmärkningsvärda uppförandet var i det belägrade Leningrad den 9 augusti där man samlade en symfoniorkester av 40–50 överlevande musiker. Konserten sändes dessutom över högtalare till de tyska trupperna vid frontlinjen.
År 1946 startade Andrej Zjdanov, som av Stalin utnämnts till ideologisk utrensare inom bland annat konsterna, sina aktioner mot "formalister" och andra som avvek mot partiets uppfattning om vad som var korrekta sovjetiska konstverk. Vid sin sida hade Zjdanov kompositören Tichon Chrennikov, som blev ordförande i tonsättarföreningarna och lojal förespråkare av, för det mesta medioker, socialistrealistisk musik. För musikerna kom kulmen vid kompositörernas plenum den 2–8 oktober 1946 och vid  sovjetiska tonsättares första kongress den 17–26 februari 1948. Tonsättare som Vano Muradeli, Sergej Prokofjev, Nikolaj Mjaskovskij, Aram Chatjaturjan, Dmitrij Kabalevskij, Vissarion Sjebalin och Dmitrij Sjostakovitj attackerades mycket häftigt. Partiet upprättade ett "register över förbjudna verk". För Sjostakovitjs del hamnade symfonierna nr 6, 8 och 9, första pianokonserten, två stycken för stråkoktett, andra pianosonaten, sex romanser till texter av Walter Raleigh, Robert Burns och William Shakespeare, samt Aforismer i registret. Sjostakovitj blev dessutom avskedad från sin tjänst som professor. Trots de officiella reprimanderna för att inte ha tagit sitt ansvar som konstnär i sovjetregimens tjänst, uttalade han aldrig offentligt någon kritik mot regimen. I allt väsentligt förblev han sin regim trogen.
Sjostakovitj insåg situationens allvar och var nära att ta sitt liv då han väntade på att bli arresterad och fick leva utan lön den första tiden efter utrensningen. Samtidigt med den olycksaliga kongressen höll han på att komponera passacaglian i violinkonserten. Troligen återger dess avgrundssmärta tonsättarens situation. Trots att konserten blev klar 1948 fann han det klokast att vänta med uppförandet tills efter Stalins död, liksom med den fjärde symfonin. Några andra verk skrevs också för skrivbordslådan, till exempel sångerna Från judisk folkpoesi som skrevs vid "fel" tidpunkt just när Stalin drog igång en antisemitisk utrensning 1948.
Antiformalist Rajok är en "legendarisk" musikkarikatyr med koppling till kritiken 1948 och till den andra tonsättarkongressen 1957. Det gick länge rykten om Rajoks existens, och dessa skapade en del autenticitetsdebatter, även efter det att noterna kom fram 1989.
Tiden fram till Stalins död 1953 kan ses som fortsatt dressyruppvisning. Under perioden skrev Sjostakovitj filmmusik och ett antal verk med tydlig realsocialistisk programinriktning, som till exempel oratoriet "Skogarnas sång" (op.81, 1949) och körverket "Tio poem till texter av revolutionära poeter från sena 1800- och tidiga 1900-talet" (op.88, 1951). Trots verkens tveksamma konstnärliga värde, belönades han med ytterligare två Stalinpris. I det privata skrev han bland annat "24 preludier och fugor" (op.87, 1950–51).
Sjostakovitj blev överraskande vald att tillsammans med några författare representera Sovjetunionen på Kultur- och vetenskapskongress för världsfreden i New York 1949, och liknande kongresser i Warszawa 1950 och Wien 1952.

### Avstalinisering

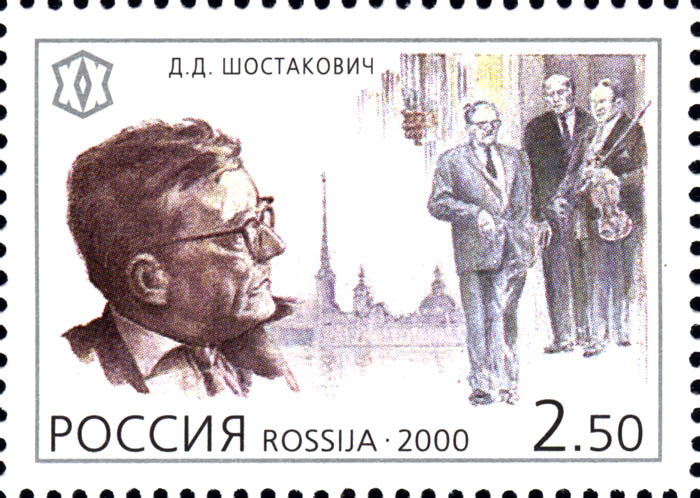
Dmitrij Sjostakovitj på ett ryskt frimärke år 2000.

Strax efter Stalins död vågade sig Sjostakovitj på att återuppta symfonikomponerandet och redan i december 1953 uppfördes hans 10:e symfoni op.93 med stor publikframgång i Leningrad och Moskva. Symfonin innehåller dels kompositörens signatur D-Ess-C-H och signatur på hans "musa" Elmira Navizova, en 24-årig pianist från Baku. Hennes signatur är ett krypto av Elmira – tonerna E-A-E-D-A (med omväxlande tyska och franska tonnamn: E, La=A, Mi=E, Re=D, A).
Trots symfonins framgång fortsatte Chrennikov att diskutera dess "formalism", men atmosfären inom Sovjet blev mer och mer avstaliniserad, och kulturell mångfald blev åter accepterad inom vissa gränser.
Flera av Sjostakovitjs verk som var omöjliga under Stalin uruppfördes:
- 15 januari 1955: Från judisk poesi.
- 29 oktober 1955: Violinkonserten med den ryske stjärnviolinisten David Ojstrach.
- 30 december 1961: symfoni nr 4 med Kirill Kondrasjin.

Dessutom kom verken som blev förbjudna (så kallade "olämpliga att uppföras inom Sovjetunionen") åter på konsertprogrammen. Bland annat Lady Macbeth, som sattes upp igen för operasäsongen 1959-60 på Kirovteatern.
När tonsättaren fyllde 50 år förärades han Leninorden och vid en hyllningskonsert uppfördes violinkonserten samt hans femte symfoni.
Den första cellokonserten, op.107, som uruppfördes 21 september 1959 av Mstislav Rostropovitj, tycks innehålla ett par "kodifierade" teman – det fyra toner långa motiv som finns i hela stycket är taget från processionen till avrättningen i Sjostakovitjs filmmusik till Unga gardet (1948), och finalen innehåller ledmotiv som är förvrängda fraser från den av Stalin mycket omtyckta folkmelodin Suliko.
Under hösten 1959 gjorde Sjostakovitj två viktiga resor: 
- till festivalen för samtida musik, Warszawa-höst, där han fick möjligheten att höra modern musik av Grażyna Bacewicz, Górecki, Boulez, Britten, Nono, Iannis Xenakis, Varèse, med flera.
- till USA där flera av hans verk uppfördes.

Även de två efterföljande symfonierna hade programmatiskt innehåll. Den elfte symfonin, op.103, "1905", handlar om den blodiga söndagen, som var en av flera dramatiska händelser före den ryska revolutionen. Vissa källor (Sjostakovitjs vänner) gör gällande att detta var en kommentar till Ungernrevolten 1956, men detta förnekades officiellt av tonsättaren. Symfonin uruppfördes på 40-årsdagen av oktoberrevolutionen, och bringade honom Leninpriset 1958. Den tolfte symfonin, op.112, "1917", var tillägnad Vladimir Lenin och uruppfördes den 1 oktober 1961. Symfonin skrevs ungefär samtidigt som Sjostakovitj, till stor förvåning bland vännerna och intellektuella, blev medlem i kommunistpartiet 1960.

### Sena åren
Den 19 september 1961 publicerade en ung rysk poet vid namn Jevgenij Jevtusjenko dikten Babij Jar i Literaturnaja gazeta, som berörde judarnas förföljelse. Dikten upprörde opinionen och poeten anklagades för att lyfta fram judiska lidanden under andra världskriget framför det ryska folkets. Sjostakovitj blev djupt rörd av texten och satte omedelbart igång med att tonsätta dikten och kontaktade därefter Jevtusjenko för att få hans godkännande att få använda texten. När de båda möttes, blev Sjostakovitj intresserad av fler poem av författaren och symfoni nr 13 blev ett femsatsigt verk för symfoniorkester, bassolo och manskör med satserna, (1) Babi Jar, (2) Humor, (3) I butiken, (4) Skräck, (5) En karriär.
Tonsättaren hade problem att finna en dirigent och en solist som var villiga att åta sig detta kontroversiella verk. Hans förstahandsval var Jevgenij Mravinskij som uruppförde flera av hans symfonier, men han tackade nej. Likaså avböjde den ukrainske basen Boris Gmirya, som efter att han konsulterat det ukrainska kommunistpartiet fick höra att dikten skulle förbjudas i Ukraina. Dirigenten Kirill Kondrasjin var villig att dirigera symfonin och började instuderingarna med en bolsjojbas, Viktor Nechipailo, och, som det skulle visa sig förutseende, även med en ersättare Vitalij Gromadskij. Det påstås att dagen före premiären uppstod ett skarpt meningsutbyte mellan Jevtusjenko och Nikita Chrusjtjov, där Jevtusjenko och Sjostakovitj tillsades att dra in verket. På generalrepetitionen var också basen Nechipailo försvunnen av oklar anledning, och reserven Gromadskij fick kallas in. Verket uppfördes som planerat den 18 december 1962, men möttes egentligen av inga kommentarer i pressen. Strax ställdes dock ultimatum att texten skulle justeras för att påpeka att även det ukrainska och det ryska folket fick lida under nazismen. Jevtusjenko tog fram åtta ersättningsrader som bättre svarade mot regimens krav och Kondrasjins nästa uppförande fick den ändrade texten. Sjostakovitj vägrade dock att ändra i partituret, och i Minsk uppförde strax därpå dirigenten Vitalij Katajev den ursprungliga texten. Även om verket inte blivit förbjudet så gjordes det klart att vidare uppförande ej uppmuntrades.
Sjostakovitj påbörjade 1961 en genomgång av Lady Macbeth och den reviderade operan fick nytt opusnummer, op.114 och ny titel – Katerina Izmailova. En "inofficiell" premiär smusslades in genom att man med kort varsel bytte ut Gioacchino Rossinis Barberaren i Sevilla mot Katerina Izmailova den 26 december 1962, varefter partiet tog en "betänketid". Den "officiella" premiären skedde den 8 januari 1963. Den reviderade versionen uppfördes inom de närmaste åren i Riga, London, Wien, Kazan, Kiev, Ruse i Bulgarien, Leningrad och Budapest. När La Scala ämnade sätta upp den äldre Lady Macbeth protesterade Sjostakovitj och krävde att op.114 skulle användas.
Kompositionerna som tillkom under Sjostakovitjs sista tio år kan ses som egensinniga och skänkte tonsättaren och hans vänner stor glädje. Den andra cellokonserten, op.126, skrevs speciellt för Mstislav Rostropovitj och uruppfördes vid uppvaktningskonserten vid Moskvakonservatoriet i samband med Sjostakovitjs 60-årsdag, där han förlänades med Leninorden, guldorden "Hammaren och skäran" samt titeln "Det socialistiska arbetets hjälte".
I samma period kom Sjostakovitj i en kompositionsfas där dodekafoniska element användes medvetet i hans verk: Sju verser av Aleksandr Blok, op.127, violinkonsert nr 2, op.129, stråkkvartetterna nr 12, op.133 och nr 13, op.138, sonat för violin och piano, op.134 och symfoni nr 14, op.135. Under de tidigare åren hade Sjostakovitj i enlighet med sovjetdoktrinen bestämt avfärdat tolvtonsmusiken (som dessutom var förbjuden i landet).
Sju verser av Aleksandr Blok är komponerade för sopran, cello, violin och piano och var skrivna för hans vänner David Ojstrach, Galina Visjnevskaja, Mstislav Rostropovitj och tonsättaren, men dennes hälsotillstånd tillät honom inte att framföra verket. Vid uruppförandet den 23 oktober 1967 spelades pianostämman av en annan vän, Mieczysław/Moisej Vainberg. Andra violinkonserten och violinsonaten skrevs som 59 respektive 60 års födelsedagsgåvor till David Ojstrach och uruppfördes av denne den 26 september 1967 (med Kirill Kondrasjin) samt den 8 januari 1969 och blev därefter ett stående konsertnummer på Ojstrachs turnéer. Den fjortonde symfonin är egentligen en sångcykel till texter av Federico Garcia Lorca, Guillaume Apollinaire, Wilhelm Küchelbecher och Rainer Maria Rilke. Symfonin uppfördes första gången för en sluten krets den 21 januari, med introduktion av tonsättaren, och offentligt den 29 september 1969. Det inofficiella uruppförandet skedde på Sjostakovitjs initiativ, då han, märkt av sin sjukdom, var osäker på hur länge han hade kvar att leva.
Den femtonde symfonin, op.141, (uruppförd den 8 januari 1972) och stråkkvartett nr 15, op.144 (uruppförd den 1 oktober 1975), kan ses som tonsättarens musikaliska testamente och en summering av hans livsverk då just dessa två musikformer var de viktigaste för honom. Symfonin väver in en mängd citat från Gioacchino Rossinis Wilhelm Tell, Wagners ödesmotivet från Nibelungens ring, hans egna verk, bland annat passacaglian från första violinkonserten, samt signaturen D-Ess-C-H. Citaten i symfonin drog igång en mängd spekulationer om "dolda" meddelanden. Kvartetten är mycket allvarlig och mättad av dödsstämning och en naturlig sista kvartett, vilka alltid hade ett personligt och introvert tonspråk. Sjostakovitjs sista komposition blev sonat för viola och piano, op 147.

### Dissident?
Sjostakovitjs föregivna memoarer, utgivna först på engelska, fick en helt annan reaktion. Plötsligt framställdes Sjostakovitj som djupt kritisk mot sovjetsystemet och mot Josef Stalin. Memoarerna, nedskrivna av Solomon Volkov och publicerade under titeln Testimony: The Memoirs of Dmitri Shostakovich, as related to and edited by Solomon Volkov, har lett till en omfattande revisionistdebatt angående Sjostakovitjs sanna lojalitet.
Enligt Fay, Brown och andra forskare finns det starka indicier för att Volkovs bok inte kan ses som auktoriserade Sjostakovitjmemoarer — de anteckningssidor som visades upp av Volkov och som var signerade av tonsättaren återgav texter som publicerats i ryska media. Detta gäller emellertid inte det första kapitlet som också har signatur på första sida. Forskarna Ho och Feofanov har samlat bevis om bokens autenticitet, intervjuat samtida och påvisat brister i Fays och Browns metodologi.
Enligt tonsättarens änka, Irina, träffade Volkov Sjostakovitj bara vid korta tillfällen, tre–fyra gånger under tiden 1971–75, då Irina enligt egen utsago vid denna tid mestadels höll sig i makens närhet på grund av hans hälsotillstånd, och tiden bör ha varit otillräcklig för en så tjock bok. Sjostakovitj var dock inte så sjuklig under hela denna period att hustrun måste ha stannat hos honom hela tiden. Enligt Volkov träffade han Sjostakovitj tiotals gånger. År 1979 ville Irina ta kontroll över memoarernas upphovsrätt. När hon inte lyckades, började hon först då påstå att boken var en förfalskning. Däremot har tonsättarens barn Maxim och Galina uppträtt som uppbackare av Volkov och Vittnesmål.
Senare forskning pekar snarast mot att Sjostakovitj under större delen av sitt liv faktiskt var djupt kritisk mot det system han tjänade. Mycket tyder på att han hade en socialistisk åskådning samt blev rikligen belönad (liksom den kommunistiska eliten) men å andra sidan periodvis djupt förnedrad och hotad (huvudsakligen under Stalineran). Det är mest troligt att Sjostakovitj har varit en (garderobs-)dissident och uttryckt sina avvikande känslor och åsikter enbart genom sin musik, särskilt i sin nionde symfoni. Antiformalist Rajok som nämndes tidigare är ett exempel där kompositören explicit uttryckte en dissidentståndpunkt.
Sjostakovitj kom tidigt att inse spelreglerna i systemet. Två omgångar av allvarlig uppläxning (1936–37 och 1948) lärde honom att anpassa sig till partiets krav, även om det inverkade hämmande på hans innovativa kreativitet. Överlevnad var viktigare än dumdristig heroism. Han uttalade sig i officiella sammanhang, som kontakter med västerländsk press, i överenskommelse med den sovjetiska ideologin. Men å andra sidan kunde han i sina verk ta sig stora friheter och beröra mycket känsliga ämnen som antisemitism.
Hans tonala språk i de originella kompositionerna är fyllt med dysterhet, sarkasmer och konfliktfyllda explosioner och skiljer sig markant från den påbjudna socialist-realistiska estetiken. Å andra sidan skrev han även ett stort antal "politiskt korrekta" verk av varierande kvalitet. Hans relation till Lenin var också speciell. Tonsättaren skrev på eget initiativ ett antal hyllningsverk till minnesdagar. Det sista var Lojalitet op. 136 (1970), där Lenin i Jevgenij Dolmatovskijs text – som tillkom efter noggranna anvisningar från Sjostakovitj – lyftes upp till religiösa nivåer ovanför gudabilderna i världsreligionerna.
När Aleksandr Solzjenitsyn fick Nobelpriset svarade det sovjetiska systemet med förföljelse och förtal. Medan makarna Mstislav Rostropovitj och Galina Visjnevskaja protesterade öppet och stödde författaren, valde Sjostakovitj kommuniststatens sida och fördömde Solzjenitsyn. Sjostakovitj försökte också tala förstånd med makarna. Visjnevskaja skrev i sina memoarer att han sade:
"Slösa inte era krafter. Arbeta, spela. Ni lever i detta land och ni måste se saker som de är. Ha inga illusioner. Det finns inget annat liv, det kan inte vara annat. Var bara tacksamma att ni fortfarande får andas!"
En liknande episod uppstod när Andrej Sacharov utsattes för en grov häxjakt efter sin kamp för de medborgerliga rättigheterna – även då skrev Sjostakovitj på ett fördömande, även om han enligt vissa källor sägs ha ångrat detta eller inte ens ha frågats om samtycke att trycka hans namn däri.

## Utmärkelser
Asteroiden 2669 Shostakovich är uppkallad efter honom.

## Verk
- För en komplett förteckning över Sjostakovitjs verk, se Verklista för Dmitrij Sjostakovitj.